# Husinec (ort i Tjeckien, Södra Böhmen)
Husinec är en stad i Tjeckien.   Den ligger i regionen Södra Böhmen, i den sydvästra delen av landet, 120 km söder om huvudstaden Prag. Husinec ligger 514 meter över havet och antalet invånare är 1 339.
Terrängen runt Husinec är kuperad åt sydväst, men åt nordost är den platt. Runt Husinec är det ganska glesbefolkat, med 42 invånare per kvadratkilometer. Närmaste större samhälle är Prachatice, 4,7 km söder om Husinec. I omgivningarna runt Husinec växer i huvudsak blandskog.